# Жабинка
Жабинка (блр. Жабінка; рус. Жабинка) град на крајњем југозападу Републике Белорусије. Административни је центар Жабинкавског рејона Брестске области. 
Према процени из 2012. у граду је живело 13.272 становника.

## Географија
Град је смештен у централном делу истоименог рејона на западу Брестске области, и лежи на обалама реке Мухавец, на месту где се у њу улива поточић Жабинка. Град је удаљен око 30 км североисточно од административног центра области Бреста

## Историја
Насеље је вероватно основано 1816, а већ наредне године по први пут се и помиње у писаним изворима. 
Интензиван напредак доживљава након 1882. и градње железнице која је пролазила преко тог подручја, а повезивала Варшаву са Москвом преко Бреста. Захваљујући железници и пограничном положају Жабинка за кратко време постаје важан трговачки центар. 
Након окончања Другог светског рата у граду је отворена велика шећерана која је оживела у рату посусталу привреду, и која је и данас међу четири највеће фабрике те врсте у земљи.
У априлу 1952. насеље је службено уређено као варош, а статус града има од 23. децембра 1970. године.

## Демографија
Према процени, у граду је 2012. живело 13.272 становника.
| 1979. | 1989.  | 1999.  | 2009.  | 2012.  |
| ----- | ------ | ------ | ------ | ------ |
| 8.775 | 10.852 | 10.852 | 13.084 | 13.272 |